# Phyllomys nigrispinus
Espèce
Statut de conservation UICN

 LC  : Préoccupation mineure
Phyllomys nigrispinus est une espèce de rongeurs de la famille des Echimyidae. Ce petit mammifère est un rat épineux arboricole. Endémique du Brésil, on ne le rencontre que dans des forêts situées dans une zone qui s'étale principalement dans les états de Paraná et de São Paulo, et qui s'étire sur la côte vers Rio de Janeiro. L'Union internationale pour la conservation de la nature (IUCN) suppose qu'il y est encore abondant.
Cette espèce a été décrite pour la première fois en 1842 par le zoologiste allemand Johann Andreas Wagner (1797-1861). L'épithète spécifique nigrispinus fait référence à ses épines de couleur noire. 